# Hebbeska huset, Riddarholmen

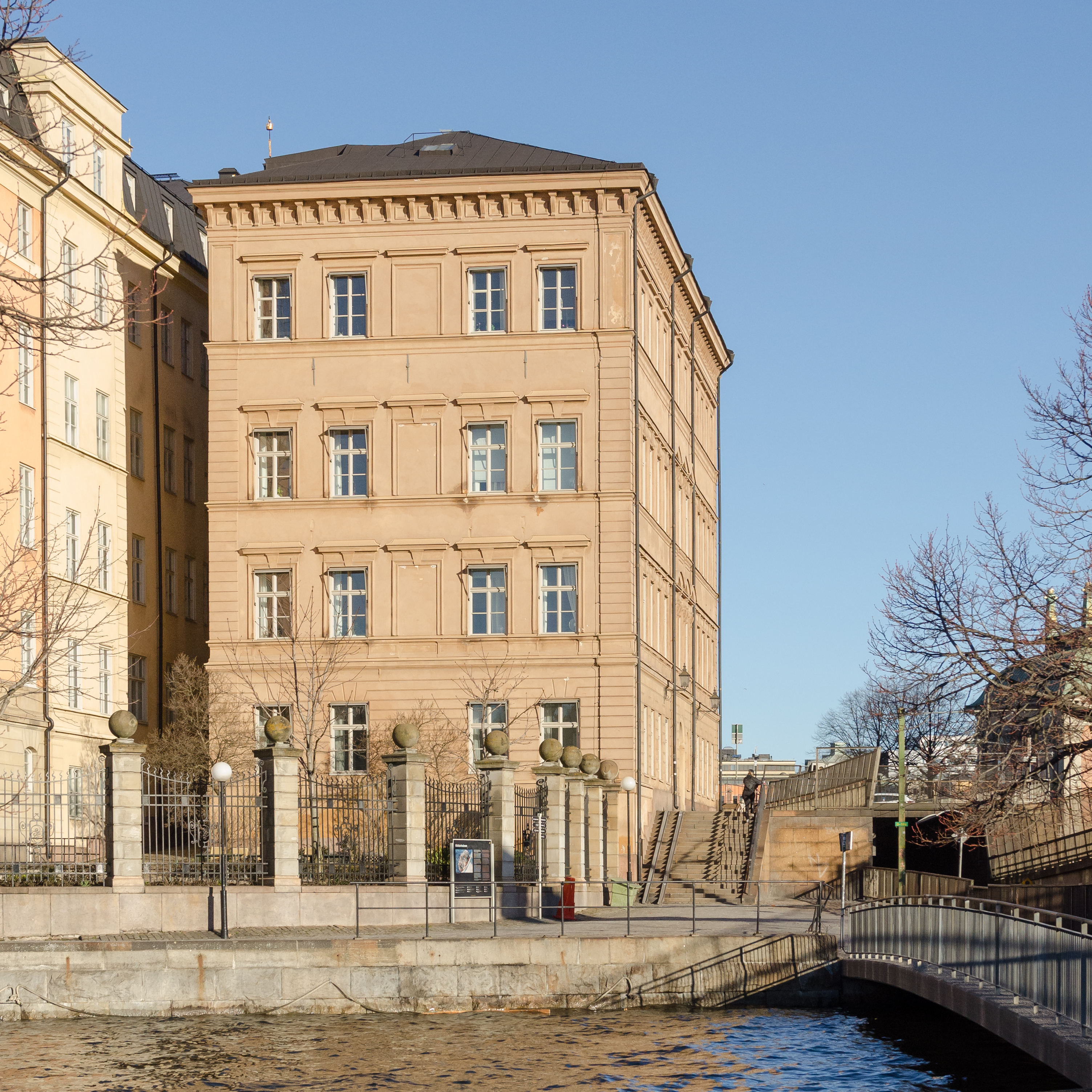
Hebbeska huset.

Hebbeska huset är en byggnad på Riddarholmen i Stockholm.

## Historia
Huset uppfördes efter 1628 för riksrådet Johan Eriksson Sparre. Hebbeska huset ligger intill Riddarholmskanalen, granne med Gamla riksdagshuset och inhyser idag Kammarrätten i Stockholm.
Bland tidigare ägare märks köpmännen och industriidkarna Robert Finlay och John Jennings. 1760 förvärvades det av kommerserådet Simon Bernhard Hebbe som var direktör i Ostindiska kompaniet. Huset var fideikommiss i släkten Hebbe till 1865 då det köptes av staten.
När grannhuset 1865–67 byggdes om till att fungera som riksdagshus förenades Hebbeska huset ut- och invändigt med detta. Samtidigt drogs järnvägen över Riddarholmen och skilde Hebbeska huset från Riddarholmskanalen. Idag är det bara västra vingen som står kvar. På kartor från 1700-talet ser man att dagens hus var jämförbart med flera större palats. Idag är Hebbeska huset statligt byggnadsminne och förvaltas av Statens fastighetsverk.

### Webbkällor
- Hebbeska huset, Riddarholmen, SFV.se